# Indumangala, Malur
Indumangala là một làng thuộc tehsil Malur, huyện Kolar, bang Karnataka, Ấn Độ.